# Довгий Ярослав Володимирович
Ярослав Володимирович Довгий (нар. 20 лютого 1998) — український футболіст, нападник.

## Життєпис
Вихованець дніпропетровського «Інтера». У 2015 році дебютував на дорослому рівні за «Інтер» у чемпіонаті Дніпропетровської області (6 матчів, 3 голи). Того ж року перебрався до «Дніпра». У складі команди U-19 зіграв 7 матчів, в яких відзначився 1 голом. Під час зимової перерви сезону 2015/16 років перейшов до «Олександрії». У другій частині сезону 2015/16 зіграв 12 матчів за команду U-19, в яких відзначився 3-а голами. У сезоні 2016/17 років виступав за молодіжний склад олександрійців (19 матчів). Вперше до заявки на матч Прем'єр-ліги потрапив 25 лютого 2017 року проти «Волині» (6:0), але просидів увесь поєдинок на лаві запасних. 10 лютого 2018 року відправився в оренду до «Зірки». За півроку, проведені в молодіжній команді кропивницького клубу, зіграв 13 матчів, в яких відзначився 5-а голами. По завершенні оренди повернувся до «Олександрії», але вже наступного ж дня отримав статус вільного агента.
1 липня 2018 року перейшов до німецького клубу «Альтона». У складі нового клубу дебютував 10 серпня 2018 року в програному (0:2) виїзному поєдинку 3-о туру Регіоналліги «Гамбург» проти клубу «Вікторія». Ярослав вийшов на поле на 67-й хвилині, замінивши Джошуа Гебіссу. У складі гамбурзького клубу зіграв 5 матчів у Регіоналлізі. 1 січня 2019 року залишив німецький клуб, згодом повернувся до України. Виступав за павлоградський «Атріум» у чемпіонаті Дніпропетровської області (19 матчів, 13 голів). У лютому 2020 року перейшов до «Металурга». У футболці запорізького клубу свій єдиний матч зіграв 24 червня 2020 року, в рамках 20-о туру Першої ліги проти харківського «Металіста 1925». Довгий вийшов на поле на 66-й хвилині, замінивши Богдана Могильного.